# Poplužní dvůr Chotíkov
Poplužní dvůr Chotíkov vznikl již ve 13. století. Vlastnili ho různé rody napříč časem (např. bohatý rod Pabiánků nebo hrabata z rodu Schönborn).
Nyní na statku probíhají rekonstrukce. Od února do června 2020 probíhala oprava střechy a krovu stodoly.
Až budou všechny rekonstrukce hotové, měl by vzniknout ve statku prostor pro konání divadelních představení, jarmarků nebo výstav.

## Dějiny
Dějiny Chotíkova a zdejšího dvora vznikaly někdy v období vrcholně středověké kolonizace ve 13. století. Místní jméno Chotíkov vzniklo ze slova Chotíkův (neboli majetek). Zakladatelem byl nejspíše lokátor pověřený velkým feudálem. Za svou práci pak získal část nově získané půdy do svého vlastnictví.
První záznamy o vsi a dvora jsou poprvé zmíněny v listině z 25. června 1344. Touto listinou se Sezima z Vrtby spolu se svými syny zavázali dávat dvě kopy českých grošů do kláštera v Plasích.
Významnou součástí statku tvořil kostel Povýšení sv. Kříže. V dochovaných knihách jsou napsaná jména majitelů sídla s poplužním dvorem. První zmínka majitele patří plzeňskému měšťanu Mikulášovi (syn Miloslavův).
Později se statek dostal do rukou bohatého a vlivného rodu Pabianků. Nejvýznamnějšími majiteli vsi byli od počátku 19. století Schönbornové.

## Význam
Poplužní dvůr je dřívější označení pro panský dvůr, ke kterému patřila zemědělská půda. Účelem poplužního dvora bylo zajistit dostatek potravin pro vrchnost a její dvůr.
Minimální rozloha poplužního dvora byla 15 až 60 hektarů. Ke dvoru patřily i další budovy i pozemky a postupem času se začaly měnit na statky.